# Nesillas lantzii
Felosa-de-lantz ou felosa-do-subdeserto (Nesillas lantzii) é uma espécie de ave da família Acrocephalidae.
Apenas pode ser encontrada: Madagáscar.